# Guido Chiarelli
Guido Chiarelli OMRI (Caltanissetta, 24 september 1902 - Turijn, 7 oktober 1982) was een Italiaans elektrotechnisch ingenieur. Hij staat bekend om zijn pionierswerk op het gebied van openbare verlichting.

## Biografie
Guido Chiarelli werd geboren op 24 september 1902 in Caltanissetta. Hij bracht daar zijn jeugd door en studeerde aan het Technisch Instituut. Hij was de oudste in een gezin met vier kinderen en zijn vader moedigde hem aan om mijningenieur te worden. Hij begon zijn studie aan de universiteit van Palermo en rondde deze af op de Technische Universiteit van Turijn na het volgen van een opleiding elektrotechniek. Van 1928 tot 1968 werkte hij voor de gemeente Turijn, waar hij de lessen uit zijn technische cursussen in praktijk kon brengen; hij werd in 1956 benoemd tot hoofdingenieur. Chiarelli stierf op 7 oktober 1982 in Turijn op 80-jarige leeftijd.

## Carrière
Tijdens zijn carrière werkte Chiarelli op verschillende terreinen; ontwerpen en bouwen van elektrische bedrading, verwarmingssystemen, transport via pijpleidingen, straatklokken, en verkeerslichten. In de jaren vijftig ontwierp hij ook een lichtgevende zuil voor bewegwijzering die bij tramhaltes zou worden geplaatst. Zijn naam is echter vooral gelinkt aan openbare straat- en snelwegverlichting waar hij een belangrijke bijdrage aan leverde. In het begin van de jaren zestig toverden Chiarelli's verlichtingsplannen Turijn om tot een gewaardeerde vorm van design, waardoor de stad bekend werd als de Italiaanse "Ville Lumière".
In 1961 ontwierp en installeerde Chiarelli verschillende, innovatieve verlichtingssystemen voor de viering van het eeuwfeest van de Italiaanse eenwording. Met zijn moderne toepassingen en ontwerpen had openbare verlichting voor het eerst ook een artistieke impact die te zien was in de verlichting van de fonteinen en van de rotstuin van Parco del Valentino dat werd aangelegd voor Expo 61 dat meer dan 4 miljoen bezoekers trok. In 1961 overzag hij ook de constructie van de verlichting van de torenspits van de Mole Antonelliana dat gerenoveerd werd vanwege opgelopen stormschade. In 1958 werd Ciarelli geridderd en in 1965 werd hij benoemd tot Officier in de Orde van Verdienste van de Republiek Italië.
In 2011 werd zijn werk driemaal herdacht in Turijn tijdens de viering van de 150e verjaardag van de Italiaanse eenwording; in juni met posters op het Palazzo Carignano, op 8 juli in de galerie van Lingotto en tijdens de viering op 24 juli in de Officine Grandi Riparazioni. Op 9 juni 2012 werd Chiarelli tijdens de prijsuitreiking van de literaire wedstrijd Il Meleto di Guido Gozzano in Agliè geëerd voor zijn straatverlichtingswerken met de voordracht van het gedicht An evening sky.
Op 3 juli 2019 werd een gedenkplaat voor Chiarelli onthuld in Parco del Valentino.
Ter gelegenheid van de 120e verjaardag van zijn geboorte werd in de hoofse salon van de Villa Amoretti in Turijn de grote tentoonstelling Luci per la città (Lichten voor de stad) georganiseerd, waaraan een zeventigtal kunstenaars deelnamen.
Een gedenkplaat werd onthuld in Caltanissetta op 28 december 2023, in aanwezigheid van Prof. Enzo Falzone, een historicus en geleerde van de stad, en stadsbestuurders in het bijzonder de raadsleden Cettina Andaloro en Marcello Frangiamone. Op verzoek van Marco D'Arma, voorzitter van het Providence district, werd de gedenkplaat geplaatst op Narese Street 27, waar Guido Chiarelli tot 1922 woonde.

## Onderscheidingen
- 1958 Ridder in de Orde van Verdienste van de Republiek Italië
- 1965 Officier in de Orde van Verdienste van de Republiek Italië

## Publicaties
- (it)  Il trattamento delle spazzature egli impianti sperimentali del Comune in località Regio Parco, "Torino" rivista mensile municipale, n. 7, 1931
- (it)  L'illuminazione pubblica di Torino, "Torino" rivista mensile municipale, n. 6, 1933
- (it)  La centrale telefonica automatica municipale, "Torino" rivista mensile municipale, n. 11, 1933
- (it)  La segnalazione automatica degli incendi, "Torino" rivista mensile municipale, n. 11, 1934
- (it)  Le piastre riflettenti per la segnalazione stradale notturna a riflessione, "L'Industria", n. 5, 1935
- (it)  Trazione elettrica ferroviaria per il nuovo mercato ortofrutticolo, "Torino" rivista mensile municipale, n. 12, 1935
- (it)  Vivide luci sulla città, "Torino" rivista mensile municipale, n. 2, 1936
- (it)  Illuminazione moderna, "Torino" rivista mensile municipale, n. 2, 1938, blz. 55
- (it)  Torino sotto la luce blu, "Il Fiduciario", luglio-settembre 1939.
- (it)  Trattamento delle spazzature, "Rivista dell'Istituto Nazionale di Urbanistica", nr. 2, 1939
- (it)  L'oscuramento delle luci in caso di guerra, "Torino" rivista mensile municipale, n. 1, 1939[10]
- (it)  Luci delle città, "Illustrazione d'Italia", 6 ottobre 1946
- (it)  Come si fabbrica il gas, "Torino" rivista mensile municipale, n. 2, 1949
- (it)  Il consumo dell'energia elettrica a Torino nell'ultimo venticinquennio, "Torino" rivista mensile municipale, n. 7, 1951

## Galerij

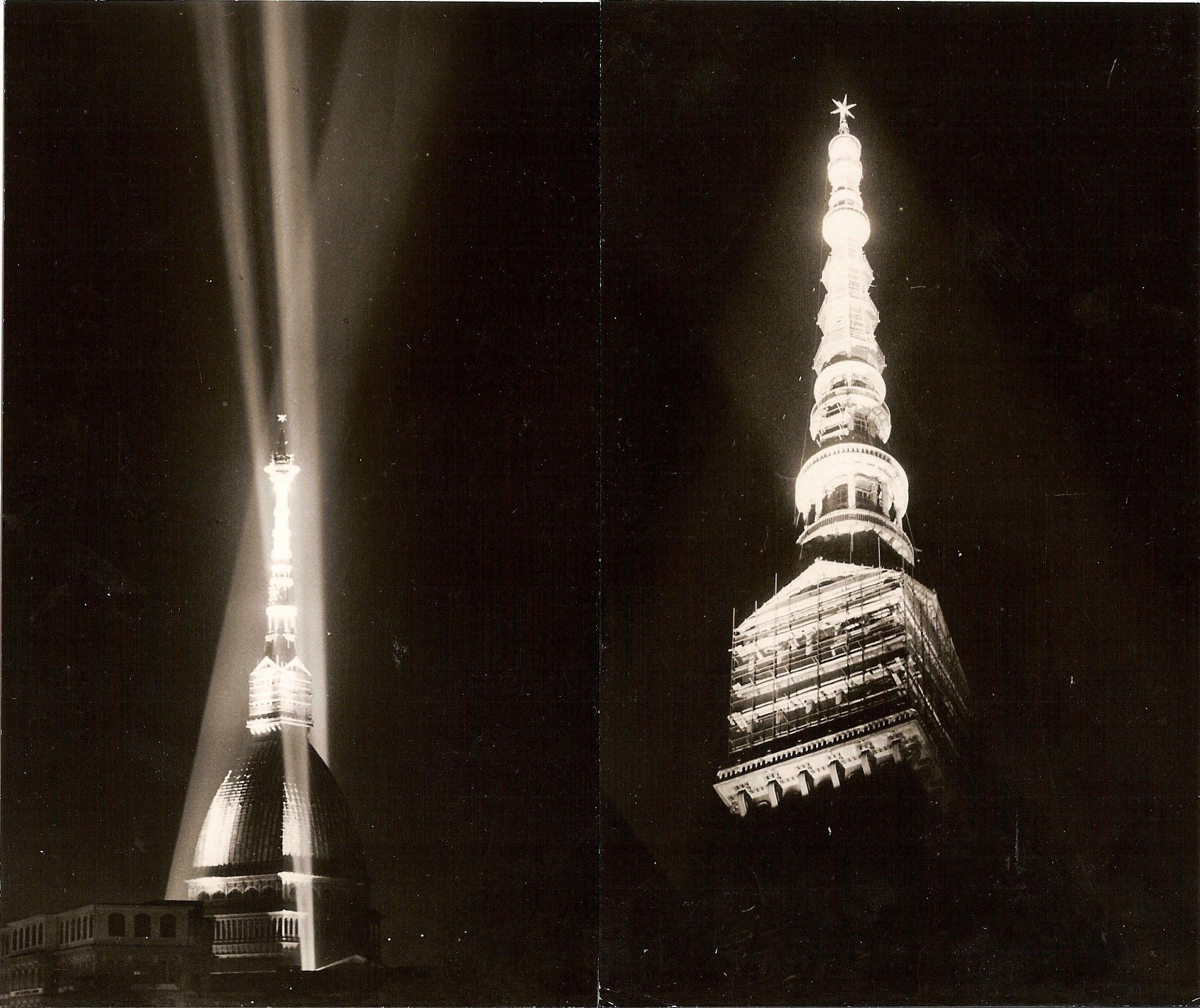
Verlichting van de Mole Antonelliana in 1961.
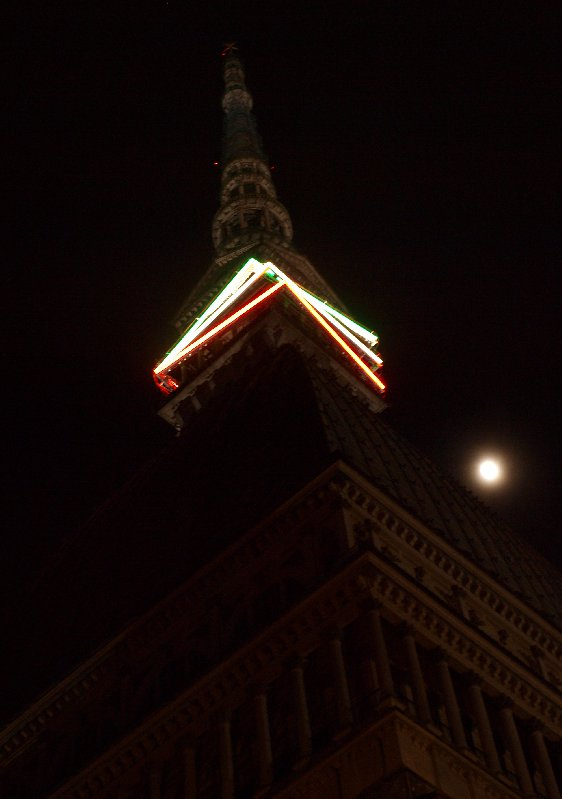
Verlichting van de Mole Antonelliana vijftig jaar later, ter gelegenheid van de 150e verjaardag van de eenwording van Italië.
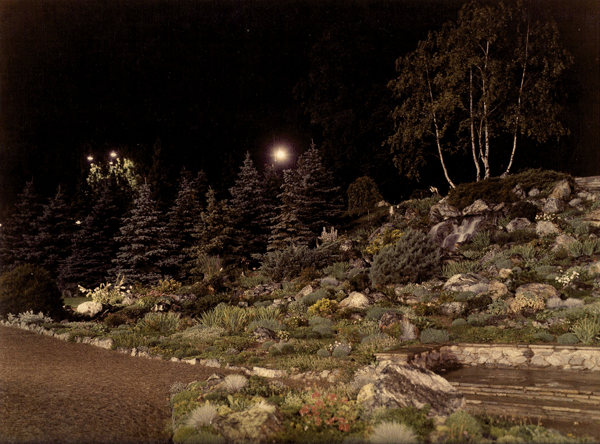
Verlichting van de rotstuin van het Parco del Valentino, gemaakt voor tentoonstellingen in 1961.
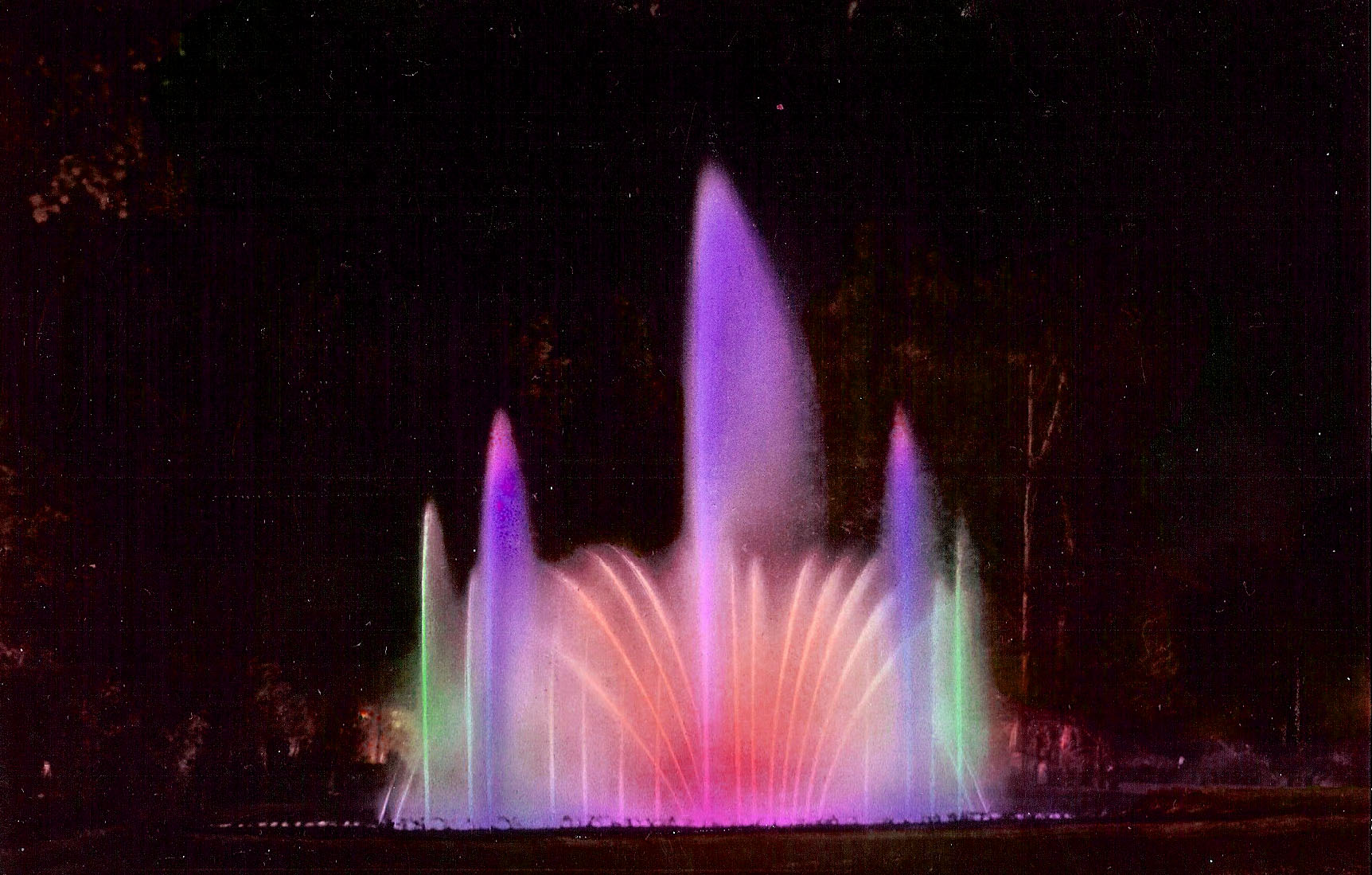
Lichtfontein gemaakt in 1961.
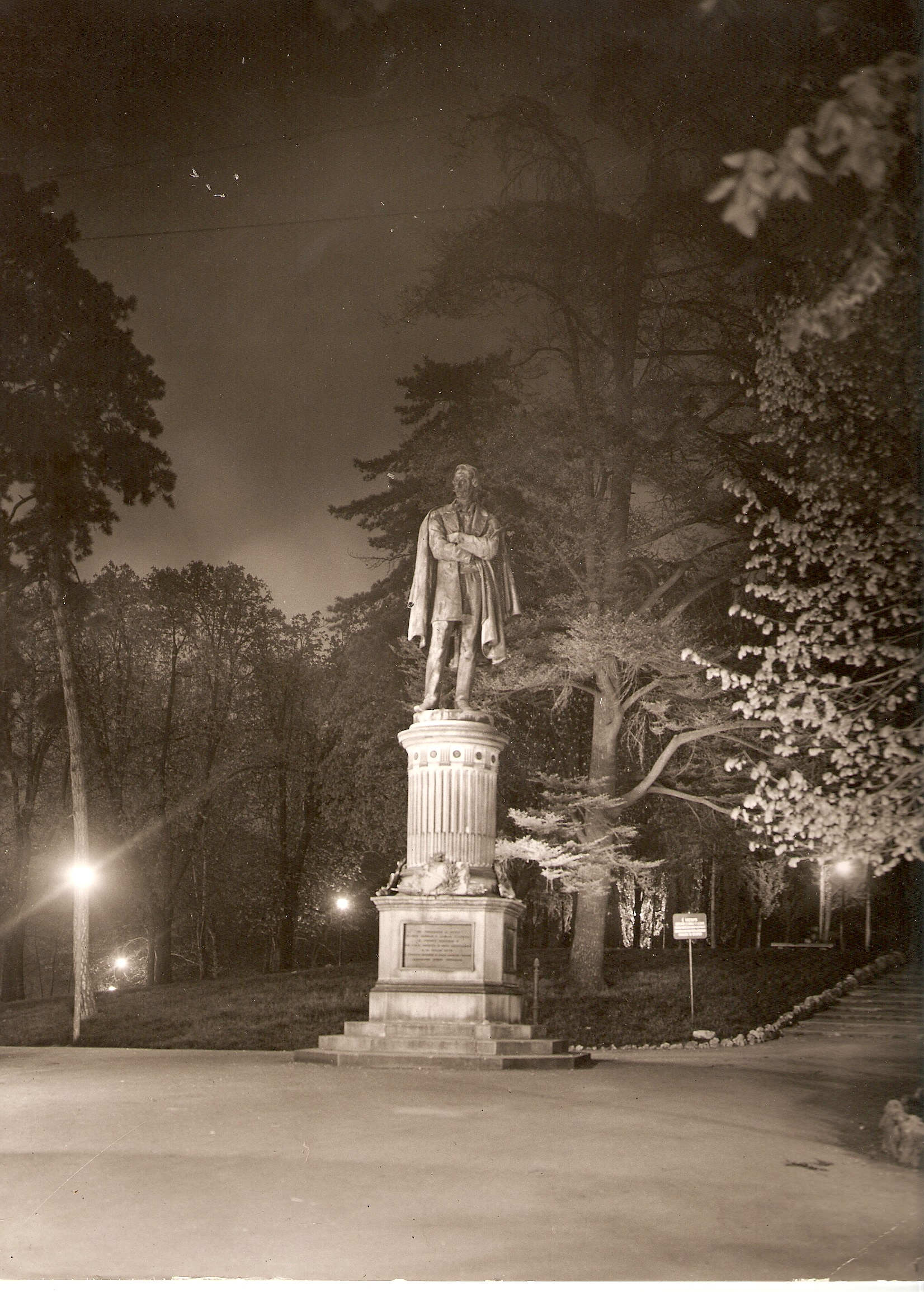
Verlichting van het monument voor Massimo d'Azeglio, 1961.
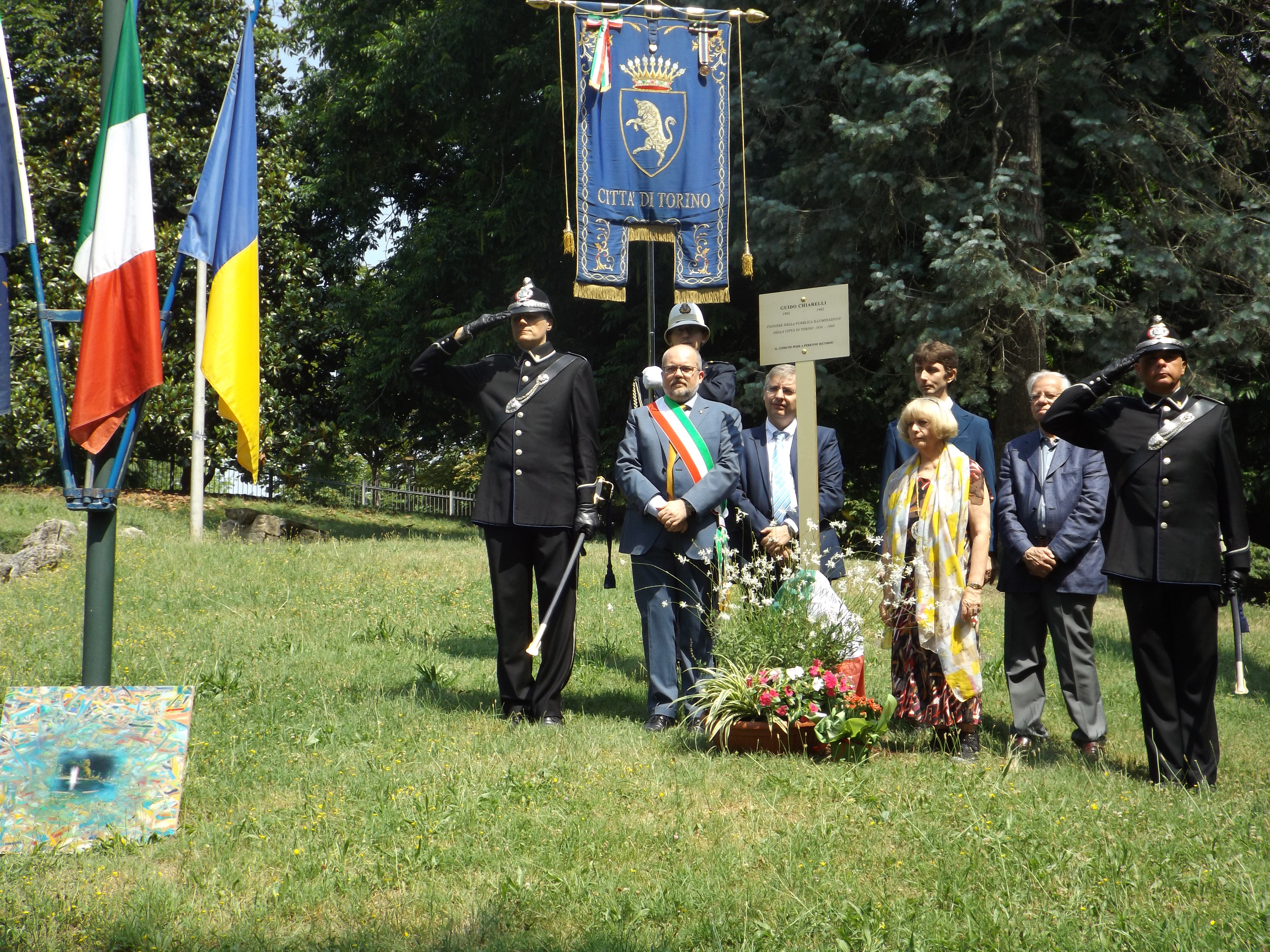
Onthulling van een gedenkplaat voor Guido Chiarelli in Parco del Valentino.
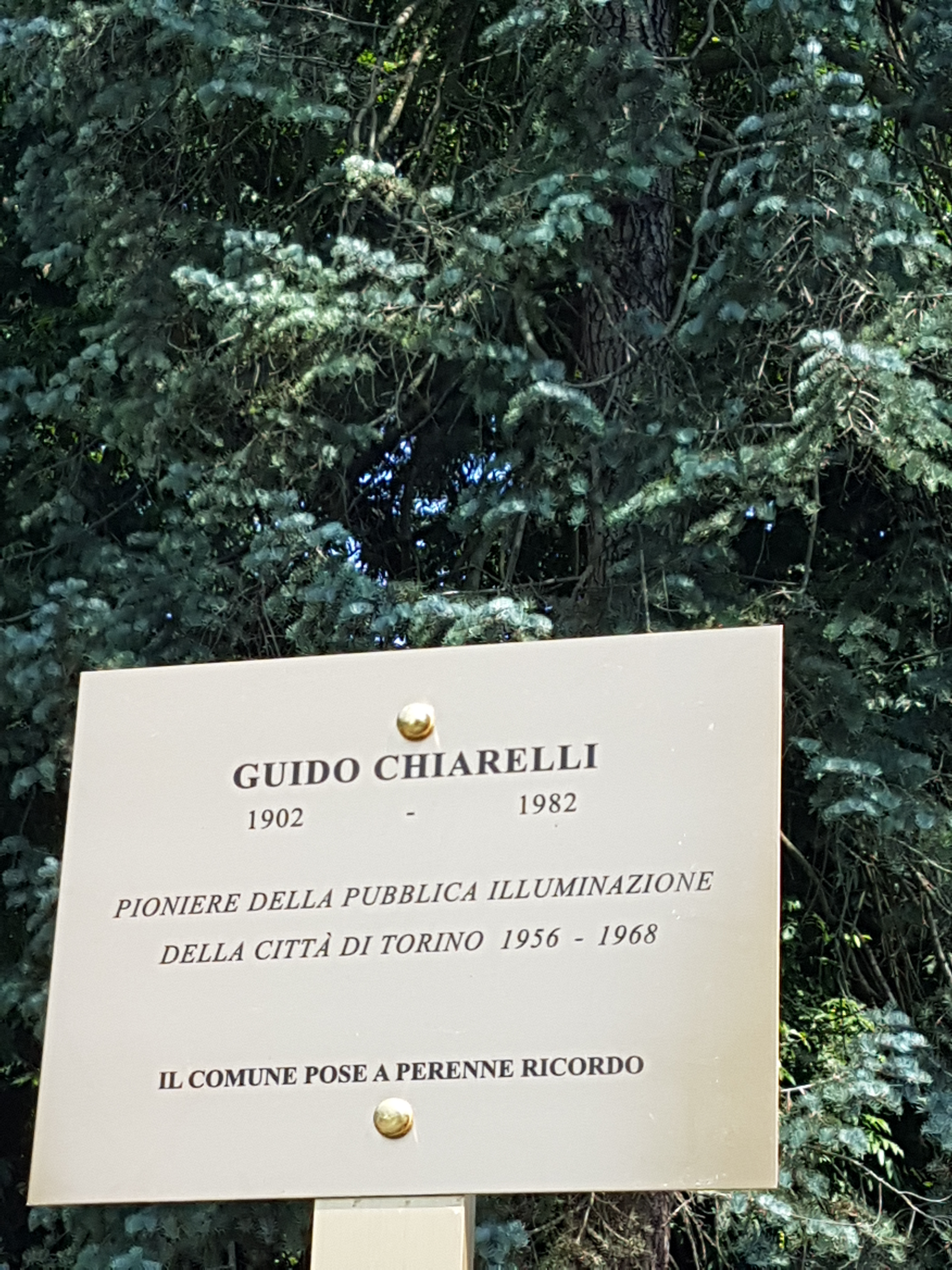
Gedenkplaat ter nagedachtenis van Guido Chiarelli, geplaatst door de gemeenteraad van Turijn in het Parco del Valentino.
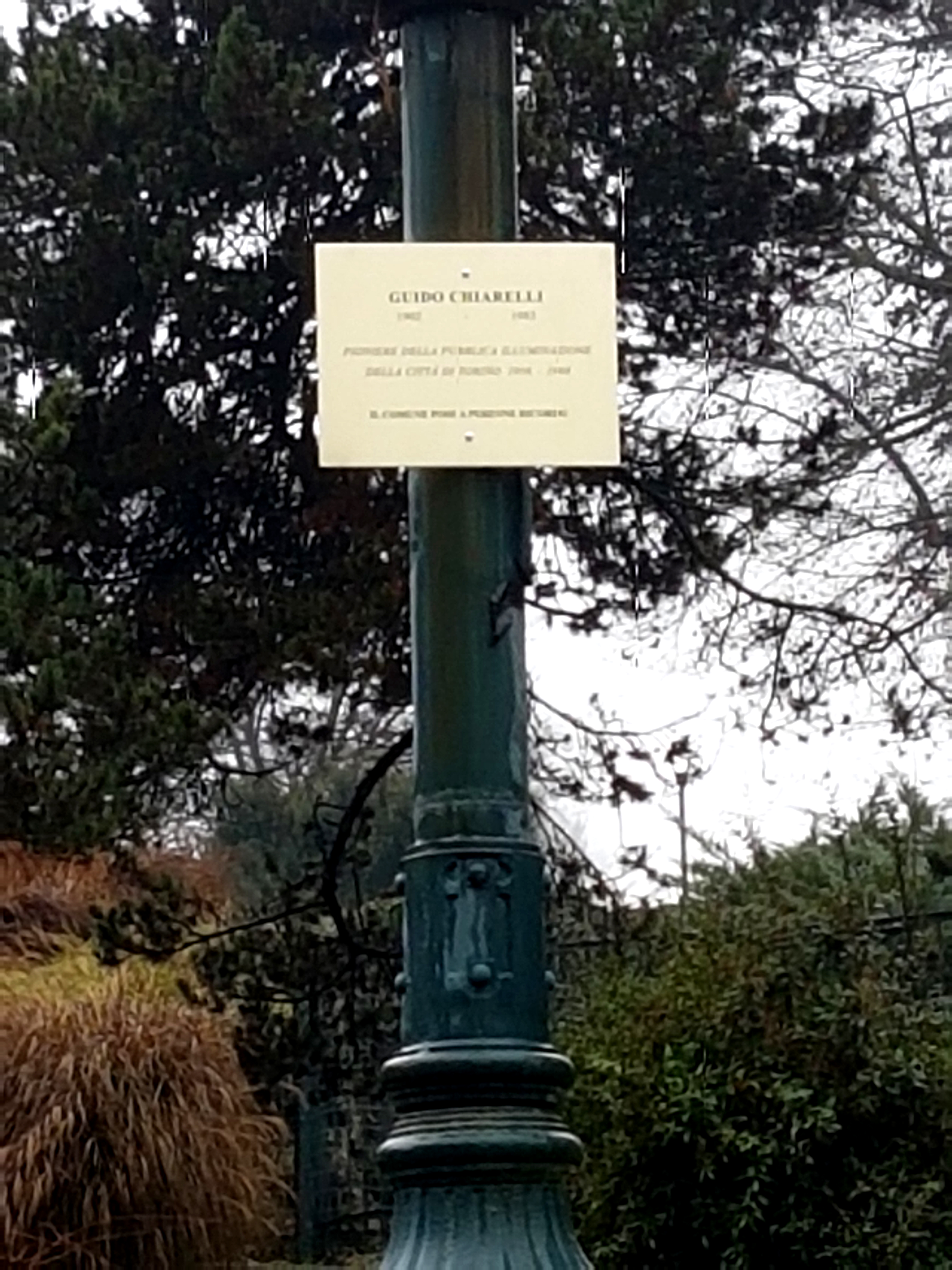
De nieuwe gedenkplaat geïnstalleerd op 4 januari 2021 bij de ingang van de Rotstuin - Parco del Valentino.
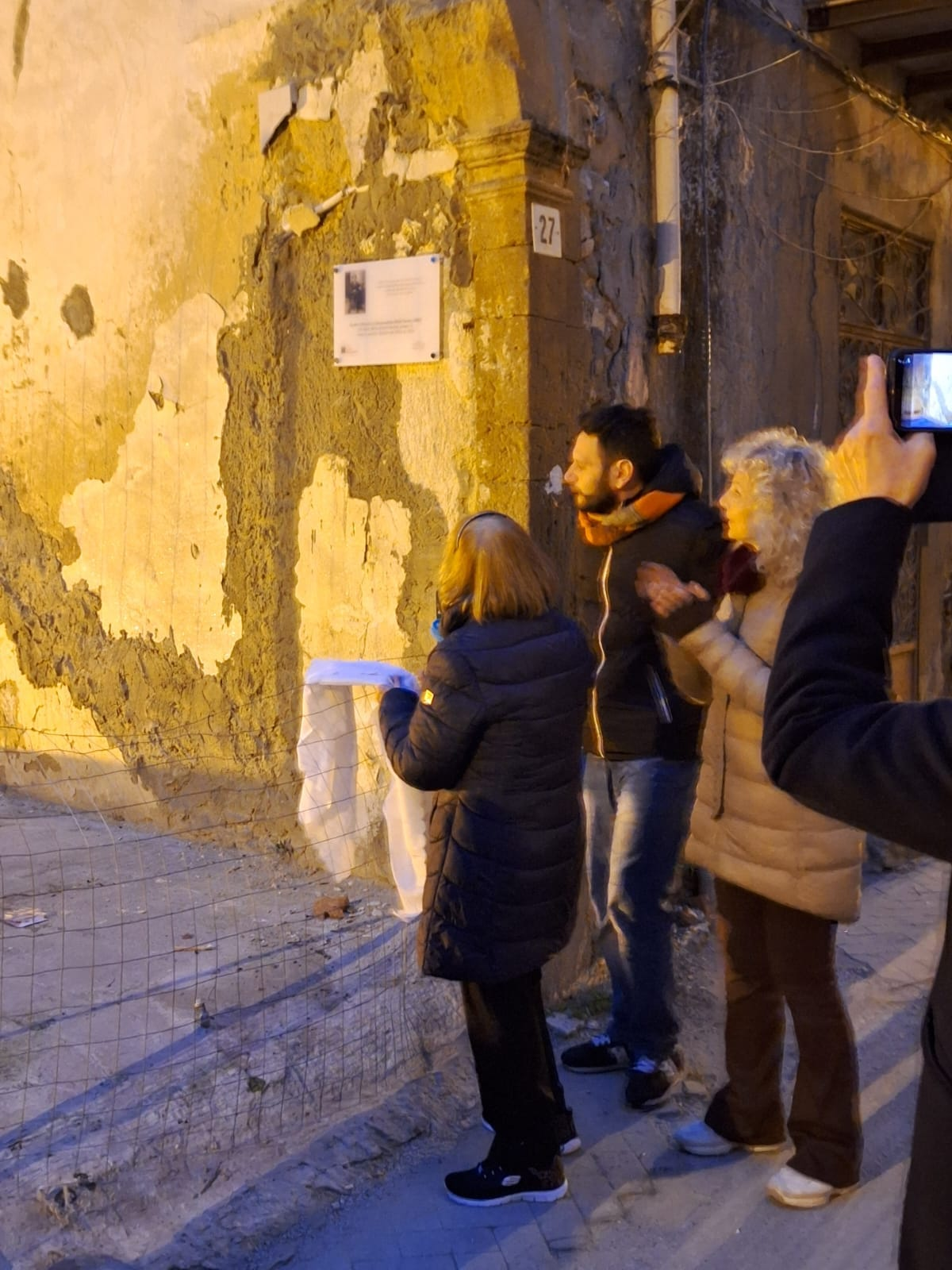
Herdenkingsplaat onthuld in Caltanissetta op 28 december 2023